# Phyllanthus mirabilis
Phyllanthus mirabilis es una especie de arbusto perteneciente a la familia de las filantáceas. Es originaria de Indochina donde se encuentra en Laos, Birmania y Tailandia. Es la única Phyllanthus con caudex. Tiene la característica de que las hojas se pliegan de noche.

## Taxonomía
Phyllanthus mirabilis fue descrita por Johannes Müller Argoviensis y publicado en Flora 47: 513. 1864.
Sinonimia
- Diasperus mirabilis (Müll.Arg.) Kuntze
- Phyllanthodendron mirabile (Müll.Arg.) Hemsl.	[2][3]